# Velký Kosíř
Velký Kosíř är ett berg i Tjeckien.   Det ligger i regionen Olomouc, i den östra delen av landet, 200 km öster om huvudstaden Prag. Toppen på Velký Kosíř är 452 meter över havet, eller 143 meter över den omgivande terrängen. Bredden vid basen är 7,4 km.
Terrängen runt Velký Kosíř är platt österut, men västerut är den kuperad.Runt Velký Kosíř är det tätbefolkat, med 411 invånare per kvadratkilometer. Närmaste större samhälle är Olomouc, 14,7 km öster om Velký Kosíř. Runt Velký Kosíř är det i huvudsak tätbebyggt.